# John McCarthy
John McCarthy (Boston, 4 de setembro de 1927 — Stanford, Califórnia, 23 de outubro de 2011) foi um cientista da computação estadunidense.

## Carreira
Ele foi coautor do documento que cunhou o termo "inteligência artificial" (IA), desenvolveu a família de linguagem de programação Lisp, influenciou significativamente o design da linguagem ALGOL, popularizou o time-sharing e inventou a Coletor de lixo.
McCarthy passou a maior parte de sua carreira na Universidade de Stanford. Conhecido pelos estudos no campo da inteligência artificial e por ser o criador da linguagem de programação Lisp. Recebeu o Prêmio Turing de 1972 e a Medalha Nacional de Ciências dos Estados Unidos de 1991.

## Publicações selecionadas
- McCarthy, J. 1959. Programs with Common Sense. In Proceedings of the Teddington Conference on the Mechanization of Thought Processes, 756-91. London: Her Majesty's Stationery Office.
- McCarthy, J. 1960. Recursive functions of symbolic expressions and their computation by machine. Communications of the ACM 3(4):184-195.
- McCarthy, J. 1963a A basis for a mathematical theory of computation. In Computer Programming and formal systems. North-Holland.
- McCarthy, J. 1963b. Situations, actions, and causal laws. Technical report, Stanford University.
- McCarthy, J., and Hayes, P. J. 1969. Some philosophical problems from the standpoint of artificial intelligence. In Meltzer, B., and Michie, D., eds., Machine Intelligence 4. Edinburgh: Edinburgh University Press. 463-502.
- McCarthy, J. 1977. Epistemological problems of artificial intelligence. In IJCAI, 1038-1044.
- McCarthy, J. 1980. Circumscription: A form of non-monotonic reasoning. Artificial Intelligence 13(1-2):23-79.
- McCarthy, J. 1986. Applications of circumscription to common sense reasoning. Artificial Intelligence 28(1):89-116.
- McCarthy, J. 1990. Generality in artificial intelligence. In Lifschitz, V., ed., Formalizing Common Sense. Ablex. 226-236.
- McCarthy, J. 1993. Notes on formalizing context. In IJCAI, 555-562.
- McCarthy, J., and Buvac, S. 1997. Formalizing context: Expanded notes. In Aliseda, A.; van Glabbeek, R.; and Westerstahl, D., eds., Computing Natural Language. Stanford University. Also available as Stanford Technical Note STAN-CS-TN-94-13.
- McCarthy, J. 1998. Elaboration tolerance. In Working Papers of the Fourth International Symposium on Logical formalizations of Commonsense Reasoning, Commonsense-1998.
- Costello, T., and McCarthy, J. 1999. Useful counterfactuals. Electronic Transactions on Artificial Intelligence 3(A):51-76
- McCarthy, J. 2002. Actions and other events in situation calculus. In Fensel, D.; Giunchiglia, F.; McGuinness, D.; and Williams, M., eds., Proceedings of KR-2002, 615-628.